# Petrus Törnevall
Petrus Törnevall, född omkring 1650 i Törnevalla socken i Östergötland, död 16 juli 1706 i Gladhammars socken, Kalmar län, var en svensk präst, tecknare och författare. En förekommande variant av hans förnamn är Peter och förekommande varianter av hans efternamn är Törnewall och Törnewallius.

## Biografi
Törnevall var son till kyrkoherden Joh. Hovillander i Törnevalla. Han blev student vid Uppsala universitet 1669, och eftersom han var tämligen skicklig i teckning fick han under åren 1671–1673 följa med Johan Hadorph på hans antikvariska forskningsresor, varvid han tecknade av en del runstenar. Teckningarna gjordes sedan till träsnitt och är tryckta i Bautil, signerade med begynnelsebokstäverna i hans namn. Han var anlitad av Antikvitetskollegium ännu 1678. Noteras kan att de ritningar och teckningar Törnevall gjort under resorna tillsammans med Hadorph hade han till stor del behållit eftersom han icke till fullo fått ut sin lön, varför Hadorph i ett brev till landshövdingen i Kalmar anklagade honom att inte lämna ifrån sig arbetsmaterialet. Törnevall biträdde även Olof Rudbeck vid teckningarna till hans Atlantica, där många av teckningarna inte var signerade i det tryckta exemplaren men i Linköpings stiftsbibliotek finns ett bevarat exemplar av boken där Törnevall själv har antecknat vilka figurer han ritat. Törnevall finns representerad vid Nationalmuseum, Stockholm.
Törnevall prästvigdes 1680, blev filosofie magister 1682 och utnämndes samma år till kyrkoherde i Gladhammar och Västrum i Linköpings stift. Där författade han sitt stora undervisande rimarbete Dygdz och odygdz spegel i huus-håld och gemehna lefverne (1694, ny upplaga 1730; omtryckt i Per Hansellis samling, 15:e delen, 1871). Verket var, som författaren skriver i sitt förord, en omarbetning och utvidgning av "en gammal, kort och ofullkomligt skrefven, så kallat huusregel, på rim". Christoffer Eichhorn beskriver det i Nordisk Familjebok som "en välment och af sunda tankar buren framställning af en sede- och umgängeslära för allmänna lifvet, visserligen blottad på verklig poesi, men ej utan en och annan liflig vändning eller poetisk bild." Som preses vid prästmötet 1701 gav Törnevall också ut en Disputatio de cœna Domini. Han blev kontraktsprost 1694.